# Liste lateinischer Phrasen/F

## Fabula
Fabula docet.
„Die Fabel lehrt.“ – Die Moral der Geschichte ist …
Fabula quanta fui.
„Zu wieviel Gesprächsstoff bin ich geworden!“ – Horaz, Epoden 11,8

## Fabulae
Fabulae!
„Leeres Geschwätz!“ – Zitat aus den Werken des römischen Dichters Terenz
Fabula Nova Crystallis
„Neue Geschichte des Kristalles“ – Überbegriff der Final Fantasy XIII – Kompilation

## Fac

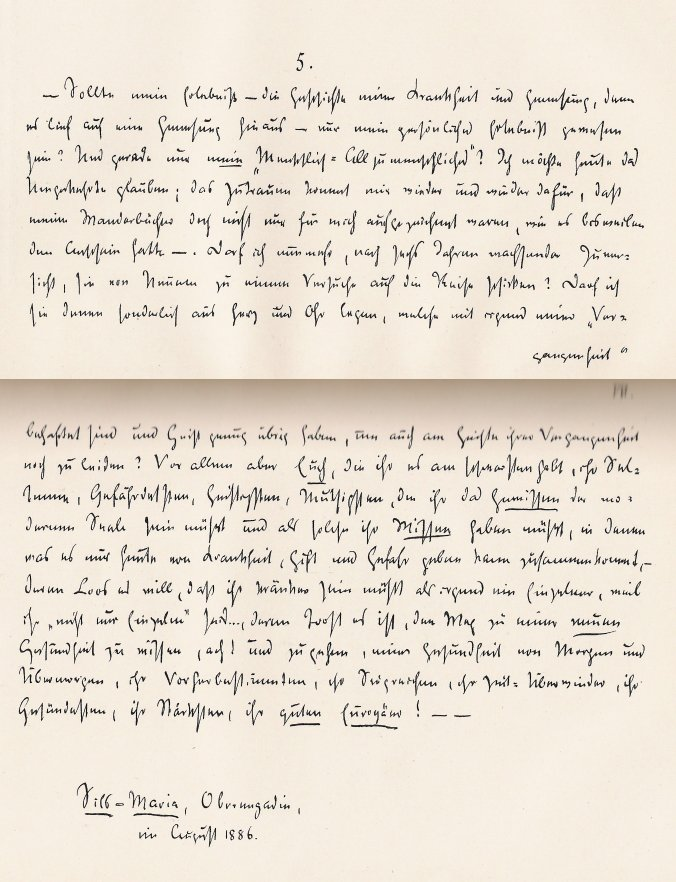
Faksimile eines Manuskriptes von Friedrich Nietzsche

Fac simile.
„Mach es ähnlich!“ – Als Faksimile bezeichnet man eine originalgetreue Kopie bzw. Reproduktion einer Vorlage. Das Wort Fax ist eine Verkürzung von Telefax, welches wiederum eine Verkürzung ist von Telefaksimile, also eine Fernbildabschrift.
Fac totum.
„Mach alles!“ – Faktotum ist eine im 17. Jahrhundert aufgekommene Bezeichnung für eine Person, die in einem Haushalt oder auch einer Schule eine Vielzahl von Aufgaben wahrnimmt. Eine solche Person wird heute auch „Mädchen für alles“ genannt.

## Faciam
Faciam eos in gentem unum.
„Ich werde sie zu einem Volk machen.“ – Spruch auf britischen Münzen nach der Vereinigung der Kronen im Jahr 1603
Faciam ut mei memineris.
„Ich werde machen, dass du dich meiner erinnerst.“ – Plautus, Persa IV.3–24; Motto russischer Hooligans

## Facie
Facie prima
„Auf den ersten Blick“, nach dem erstmaligen Ansehen; z. B. ein Musikstück spielen prima facie („vom Blatt“).

## Facies
Facies Hippocratica
„Hippokratisches Gesicht“ – Gesicht eines Sterbenden mit spitzer Nase, eingesunkenen Augen, blasser Haut und kaltem Schweiß auf der Stirn, das von Hippokrates von Kos, dem berühmtesten Arzt des Altertums, ausführlich beschrieben wurde.

## Facio
Facio liberos ex liberis libris libraque.
„Ich mache Freie aus Kindern durch Bücher und eine Waage.“ – Motto des St. John’s College in Annapolis (Maryland) und Santa Fe (New Mexico)
Facio ut des.
„Ich mache, damit du (etwas) gibst.“ – Kontraktsform des römischen Rechts.

## Facit
Facit.
„Es macht.“ „Es ergibt.“ – Ein Fazit ist eine wertende Zusammenfassung, in der meistens ein Ergebnis präsentiert wird und daraus Schlussfolgerungen gezogen werden.
Facit indignatio versum.
„Die Entrüstung schmiedet den Vers.“ – Juvenal, Saturae 1,79.
Gemeint ist: Die Zustände, die man beobachten kann, sind so empörend, dass sich die Verse der satirischen Dichtung, „auch wenn die Natur es verweigert“ („si natura negat“), wie von selbst einstellen.
Facit omnia voluntas.
„Der Wille vollbringt alles.“

## Facta
Facta, non verba
„Taten, nicht Worte“ – oft gebrauchtes Motto

## Factum
Factum (est) illud; fieri infectum non potest.
„Es ist geschehen und nicht mehr ungeschehen zu machen.“ – Plautus, Aulularia, 174.

## Faenum/Fenum
(Die Form foenum gilt als obsolet.)
Faenum habet in cornu, longe fuge.
„Er hat Heu auf dem Horn, fliehe weit weg!“ – Horaz, Satiren 1,4,34.
Diese Redensart spielt darauf an, dass man rasenden Rindern Heu auf die Hörner band, wohl damit sie nicht so leicht jemanden aufspießen konnten.

## Falsa
Falsa demonstratio non nocet.
„Falsche Bezeichnung schadet nicht.“ – Die unzutreffende Bezeichnung in einer Vereinbarung bleibt folgenlos, wenn die Parteien sich über das Bezeichnungsobjekt tatsächlich einig sind. Es gilt das Gemeinte.

## Falsus
Falsus procurator
„Falscher Stellvertreter“ – Ein nicht bevollmächtigter Stellvertreter
Falsus in uno, falsus in omnibus
„Falsch in einem, falsch in allem“ – römischer Rechtsgrundsatz

## Fama
Fama crescit eundo.
„Das Gerücht wächst im Gehen.“ – Das Gerücht (als Göttin Fama personalisiert) wächst mit seiner Verbreitung.
Nach Vergil Aeneis 4.173-5:
Extemplo Libyae magnas it Fama per urbes,

Fama, malum qua non aliud velocius ullum;

mobilitate viget, viresque adquirit eundo,
Fama schreitet sofort durch Libyens mächtige Städte,

Fama, ein Übel, das nie von andern im Laufe besiegt ward,

Sich der Beweglichkeit freut und an Kraft zunimmt, wie es forteilt.
Fama fert …
„Das Gerücht geht um …“
Fama nihil est celerius.
„Nichts ist schneller als ein Gerücht.“
Fama post cineres maior venit.
„Der Ruhm wird nach der Asche größer“ oder „wächst doch der Ruhm, wenn wir Asche geworden.“ Ovid

## Familia
Familia supra omnia
„Die Familie über alles“ – oft gebrauchtes Familienmotto

## Fas
Fas est et ab hoste doceri.
„Auch sich vom Feind belehren zu lassen ist richtig.“ – Ovid, Metamorphosen 4,428

## Favete
Favete linguis!
„Hütet eure Zungen!“
Sorgt für die Gültigkeit der Kulthandlungen, indem ihr still seid! Bei religiösen Anlässen gebot ein Herold mit diesem Ruf Schweigen. Der Spruch kommt vor bei Horaz, Cicero und Ovid.

## Feci
Feci quod potui, faciant meliora potentes.
„Ich habe gemacht, was ich konnte, mögen die es besser machen, die dazu imstande sind.“

## Fecisti
Fecisti patriam diversis de gentibus unam.
„Du hast aus verschiedenen Völkern ein einziges Vaterland gemacht.“ – Rutilius Claudius Namatianus im Lob des Kaisers Augustus

## Fele
Fele comprehensa, saltant mures in mensa.
„Ist die Katze aus dem Haus, tanzen die Mäuse auf dem Tisch.“ – eigentlich: Nachdem die Katze gefangen wurde, tanzen die Mäuse auf dem Tisch.

## Felicior
Felicior Augusto, melior Traiano.
„Sei glücklicher als Augustus und besser als Trajan.“ – Rituelle Akklamation der spätrömischen Kaiser

## Felix
Felix Austria
„Glückliches Österreich“ – Die Wendung wird heute verwendet, um auszudrücken, dass Österreicher eine Neigung zu heiterer Lebensart haben. Sie stammt aus einem Hexameter, mit dem man seit dem 17. Jahrhundert die Heiratspolitik der Habsburger charakterisiert: „Bella gerant alii, tu felix Austria nube.“ („Kriege führen mögen andere, du, glückliches Österreich, heirate.“)
Felix culpa
„Glückliche Schuld“ – Gedanke, wonach der Sünder sich durch den Tod Jesu und damit durch die Erlösung in einem glücklicheren Zustand befindet als vor der Sünde. Der ganze Satz lautet: „Felix culpa, quae talem ac tantum meruit habere Redemptorem.“ („Glückliche Schuld, die einen solchen und so großen Erlöser verdient hat.“) Der Satz stammt aus dem Exsultet, einem Lobgesang in der Osternacht der Kirchen des römischen Ritus.
Felix et faustum sit lumen.
„Glück und Heil sei dir das Licht.“

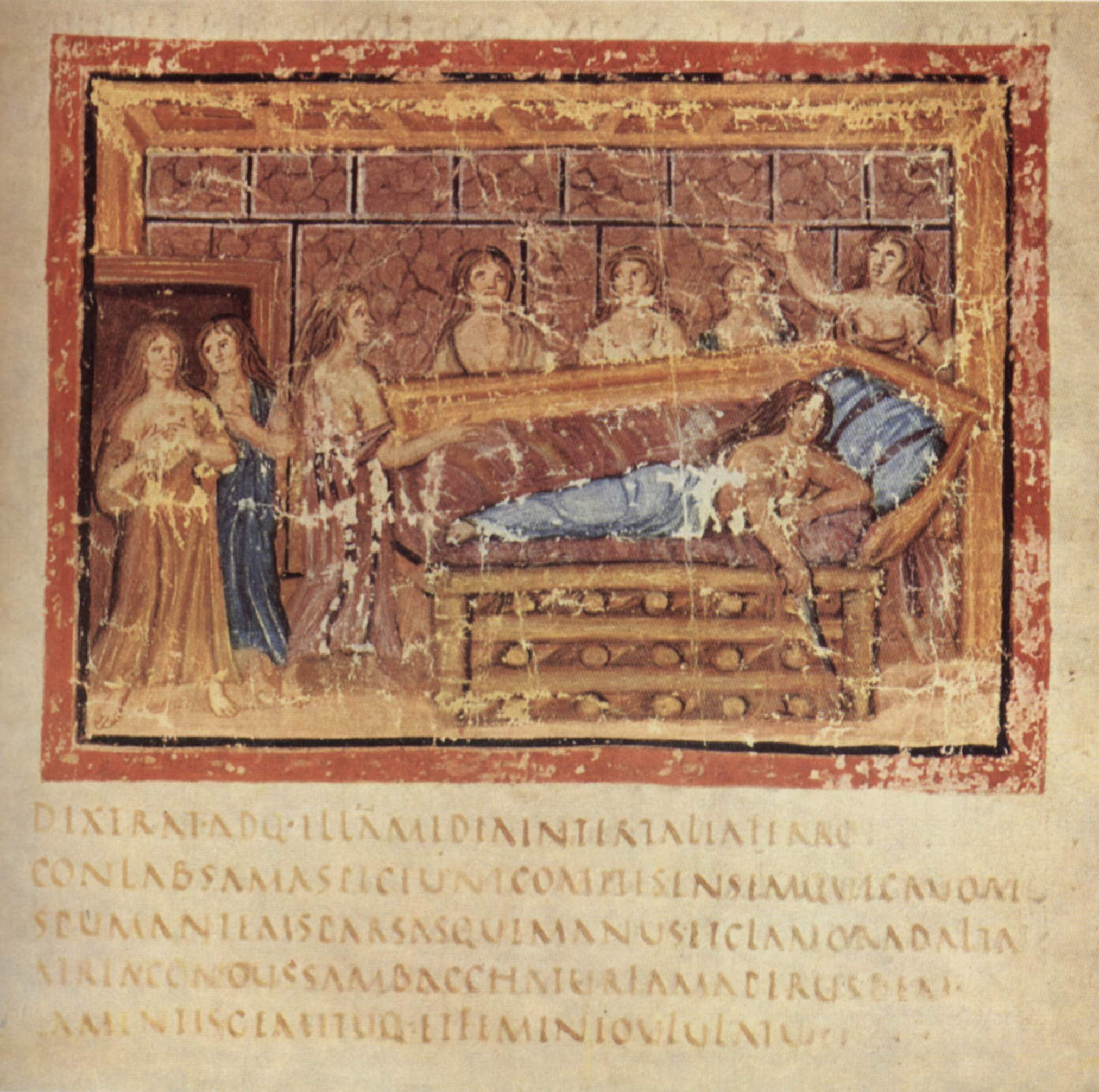
Tod der Dido

Felix, heu, nimium felix!
„Glücklich, ach überglücklich!“: Mit diesen Worten beklagt sich Dido in der Aeneis (4,657), sie wäre glücklich gewesen, wäre sie Aeneas nie begegnet.
Felix, qui potuit rerum cognoscere causas.
„Glücklich, wer den Dingen auf den Grund sehen konnte.“ – Vergil, Georgica 2,490, dort möglicherweise bezogen auf Lukrez und sein Werk „De rerum natura“.

## Felo
Felo de se
„Übeltäter gegen sich selbst“: Selbstmörder.

## Femina
Femina sexu, ingenio vir.
„Eine Frau von Geschlecht, an Geisteskraft ein Mann.“

## Feras/Fero
Feras, non culpes, quod mutare non potes.
„Ertrage, nicht beklage, was du nicht ändern kannst.“
Zitat aus den Sententiae des Dichters Publilius Syrus.
Fero relatum.
„Ich überbringe, was mir überbracht worden ist.“
Oft verwendet, um die Verantwortung von sich zu weisen. Vgl. Relata refero.

## Ferro/Ferrum
Ferro ignique
„Mit Feuer und Eisen“: Mit Feuer und Schwert.
Ferrum natare doces.
„Du lehrst Eisen schwimmen.“
Ferrum tuum in igne est.
„Dein Eisen ist im Feuer.“

## Fertilior
Fertilior seges est alienis semper in agris / vicinumque pecus grandius uber habet.
„Ertragreicher steht die Saat stets auf den fremden Äckern / und Nachbars Vieh hat das größere Euter.“ – Ein Distichon aus Ovid, ars amatoria (1,349 f).

## Festina
Festina lente.
„Eile mit Weile.“ – Gemäß Sueton Lieblingsausspruch des Kaisers Augustus, der diesen Satz aber vorzugsweise griechisch zitierte: Σπεῦδε βραδέως. (Speude bradeōs.)
Der ganze Satz lautet folgendermaßen: „Σπεῦδε βραδέως· ἀσφαλὴς γάρ ἐστ’ ἀμείνων ἢ θρασὺς στρατηλάτης.“ (Speũde bradéōs; asphalḗs gár est’ ameínōn ḗ thrasýs stratēlátēs.) – „Eile langsam! Ein vorsichtiger ist besser als ein waghalsiger Heerführer.“

## Festinare
Festinare nocet, nocet et cunctatio saepe; / tempore quaeque suo qui facit, ille sapit.
„Eile schadet, auch Zögern schadet oft; weise ist, wer alles zu seiner Zeit tut.“
Festinare opus est.
„Eile tut not.“

## Fiat

Logo der FAO: Fiat panis

Fiat iustitia, et pereat mundus
„Es soll Gerechtigkeit geschehen, und gehe die Welt darüber zugrunde.“
Erster Nachweis aus dem 16. Jahrhundert, Hadrian VI. zugeschrieben, der mit dieser Maxime das Verfahren gegen einen adeligen Mörder weiterzuführen befahl. Die ursprüngliche Bedeutung ist also: Gerechtigkeit muss verwirklicht werden, auch wenn die Welt (im Sinn von: Große Welt, Hochmut, Überheblichkeit) zugrunde geht. Das heute übliche Missverständnis des Satzes geht zurück auf die Übersetzung Luthers: „Es geschehe, was recht ist, und sollt die Welt drob vergehen.“

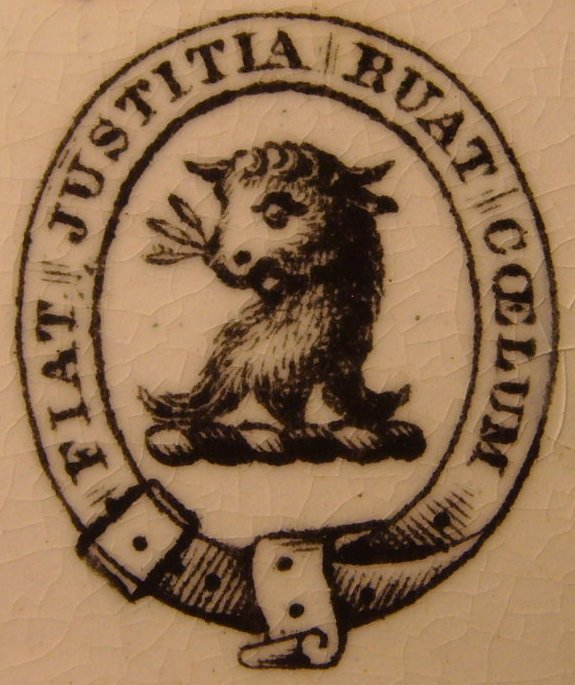
Wappen der englischen Familie Drew (mit der Variante coelum – mit Ligatur œ – statt caelum)

Fiat iustitia, ruat caelum
„Der Gerechtigkeit soll Genüge geleistet werden und wenn der Himmel einstürzt.“
Die genaue Herkunft des Spruchs ist unklar und wird häufig im englischen Sprachraum mit einem Piso’s justice (Pisos Gerechtigkeit) genannten Ereignis aus Senecas De Ira Buch 1, Kapitel XVIII. über einen Konsul Piso (üblicherweise Gnaeus Calpurnius Piso, aber auch Lucius Calpurnius Piso Caesoninus) gleichgesetzt, in dem diese Phrase jedoch nicht auftaucht. Fiat iustitia, ruat caelum beschreibt in diesem Kontext eine den Worten nach gerechte, jedoch moralisch verwerfliche Tat:
Piso verurteilte einen Mann in einem Indizienprozess wegen Mordes zum Tode. Kurz vor seiner Hinrichtung tauchte das vermeintliche Opfer jedoch auf und der das Urteil vollstreckende Zenturio brachte beide zur Klärung erneut vor Piso. Dieser verurteilte daraufhin alle drei zum Tode: den vermeintlichen Mörder, weil er ein rechtsgültiges Todesurteil erhielt, den Zenturion, weil dieser nicht seiner Pflicht nachkam, und das vermeintliche Opfer, weil es für den Tod von zwei Unschuldigen verantwortlich war.
Fiat lux (et facta est lux)
„Es werde Licht! (Und es ward Licht.)“: Aus der Genesis, wird auch als Motto an der UC Berkeley verwendet.
Fiat panis.
„Es werde Brot.“ – Motto der Ernährungs- und Landwirtschaftsorganisation (FAO)
Fiat voluntas Tua.
„Dein Wille geschehe.“: Bitte aus dem Vaterunser, die ergänzt wird um „sicut in caelo, et in terra“ („Wie im Himmel so auf Erden.“).

## Fide
Fide, sed cui, vide.
„Trau, aber wem, schau.“ – „Trau, schau, wem.“

## Fidei
Fidei Defensor
„Verteidiger des Glaubens“ – Heinrich VIII. von England von Papst Leo X. am 17. Oktober 1521 gegebener Titel, als dieser noch Rom treu war. Bis heute Bestandteil der britischen Königstitulatur. Aufschrift aller britischen Münzen, in der Regel abgekürzt „Fid Def“, „F. D.“ oder „fd“. Variante: Defensor fidei.

## Fides
Fides Graeca
„Griechische Treue“ – Unzuverlässigkeit
Fides obligat fidem.
„Vertrauen bewirkt Vertrauen.“
Fides Punica
„Punische Treue“ – Die Punier galten als unzuverlässige Bündnispartner.

## Fidus
Fidus Achates
„Der getreue Achates“ – Achates war er der beste Freund und Gefährte des trojanischen Helden Aeneas und auch dessen Waffenträger.

## Fili
Fili mi, si te iactaverint peccatores, ne adquiescas.
„Mein Sohn, wenn dich die Sünder drängen, pflichte nicht bei.“: Sprüche Salomons (1, 10).

## Filia
Filia sub tilia nectit subtilia fila.
„Die Tochter verknüpft unter der Linde feine Fäden.“: Lateinischer Zungenbrecher.

## Filii
Filii dei sumus.
„Wir sind Kinder Gottes.“ – 1. Johannesbrief (1 Joh 3,2 ).

## Filio
Filioque
„Und dem Sohn“ – Dieser Zusatz zum Glaubensbekenntnis von Nizäa-Konstantinopel von 381 ist eine Aussage im Absatz über den Heiligen Geist:
„Et in Spiritum Sanctum, Dominum et vivificantem, qui ex Patre Filioque procedit …“
„Und (wir glauben) an den Heiligen Geist, der Herr ist und lebendig macht, der aus dem Vater und dem Sohn hervorgeht, …“

## Filius
Filius mantellatus
„Mantelkind“ – Durch spätere Eheschließung legitimiertes Kind.

## Finem
Finem vitae specta.
„Schau auf das Ende des Lebens!“ – Diese Maxime leitet sich vom griechischen Ausspruch „ὅρα τέλος μακροῦ βίου“ (hóra télos makroũ bíou) des Weisen Solon her. Eine andere lateinische Version ist:
„Specta finem longae vitae.“ – „Achte auf das Ende bei einem langen Leben.“

## Finis

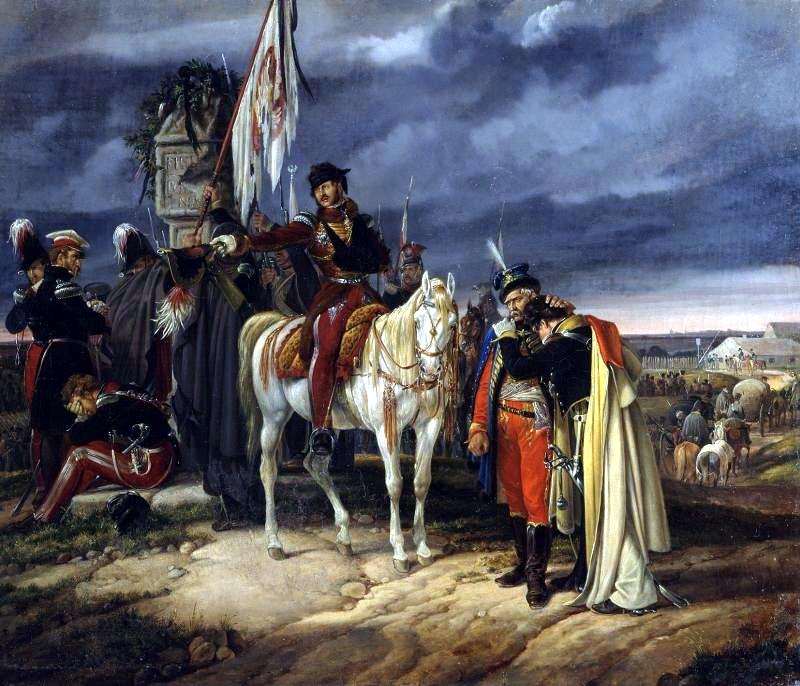
Dietrich Monten: Finis Poloniae (1831)

Finis cantici
„Das Ende vom Lied“
Finis coronat opus.
„Das Ende krönt das Werk.“ – Dieses Zitat aus den Heroides (2, 85) des Dichters Ovid ist heute das Motto vieler US-amerikanischen Schulen und des Inselstaates der Seychellen.
Finis Germaniae
„Das Ende Deutschlands“ – Mit diesen Worten kommentierte im Ersten Weltkrieg Reichskanzler Theobald von Bethmann Hollweg den unbeschränkten U-Boot-Krieg, der seiner Ansicht nach den sicheren Kriegseintritt der Vereinigten Staaten von Amerika und das Ende Deutschlands bedeutete.
Finis Poloniae
„Das Ende Polens“ – Dieser Ausspruch wurde dem polnischen Feldherrn Tadeusz Kościuszko in den Mund gelegt, der 1794 auf der Flucht in einem Sandhügel stecken blieb; dort hätten ihm die Kosaken das Pferd unter dem Leibe erschossen und ihn am Hinterkopf verwundet. Als er ins Lager gebracht worden war, habe er seinen Säbel abgeliefert und dabei gerufen:
„Finis regni Poloniae.“ – „Ende des Königreichs Polen.“
Später leugnete Kościuszko dies allerdings.

## Fiscus
(Fiscus bedeutete ursprünglich geflochtener Korb.)
Fiscus non erubescit.
„Der Fiskus errötet nicht.“ – Der Fiskus treibt nämlich überall seine Steuern ein. Steuern aus anrüchigen Einnahmen sind ihm laut Cicero nicht weniger willkommen. Auch die sittenwidrige Prostitution und strafbare Einkünfte werden besteuert. Vergleiche auch Pecunia non olet.
Fiscus semper solvendo est.
Der Satz „Der Staat ist immer zahlungsfähig“ ist eine Maxime des Römischen Rechts. Bedeutung: Der Staat muss keine Sicherheit leisten, er kann keinem Konkurs anheimfallen.

## Fixa
fixa vincta
„niet- und nagelfest“ – alles, was an einem Gebäude vom Schlosser mit Eisen befestigt ist, ausgenommen, was der Hauswirt selbst befestigt hat

## Flagellum

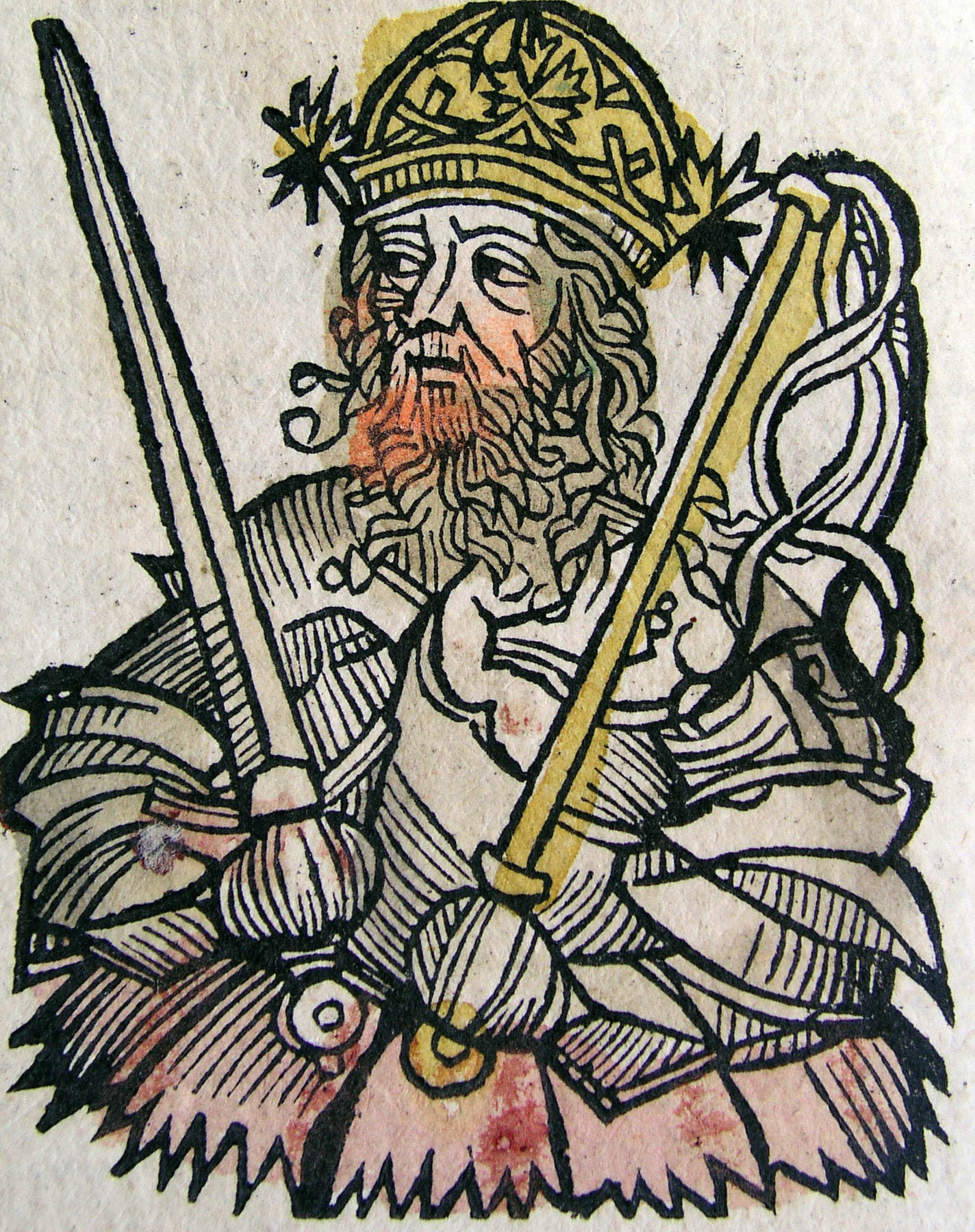
Atilla als Gottesgeißel

Flagellum dei
„Geißel Gottes“: Bezeichnung für Attila den Hunnen.

## Flagror
Flagror, non consumor.
„Ich werde gebrannt, aber ich verbrenne nicht.“: Devise der Hugenotten.

## Flectere
Flectere si nequeo superos, Acheronta movebo.
„Wenn ich die Oberen (die Götter des Himmels) nicht beugen kann, werde ich die (der) Unterwelt bewegen.“
„Rühr ich die Himmlischen nicht, will Acherons Flut ich empören.“ (Übersetzung nach Wilhelm Hertzberg, 1859, bearbeitet von E.Gottwein)
„Bleiben die Oberen mir unbewegt, in den Acheron stürm’ ich!“ (Johann Heinrich Voß, 1875)
„Wenn ich die Himmlischen nicht bewegen kann, dann versetze ich die Unterwelt in Aufruhr!“ (Gerhard Fink, 2005)
Zitat aus der Aeneis des Dichters Vergil (VII, 312). Die Göttin Juno, ebenso rachsüchtige wie ohnmächtige Widersacherin des Aeneas, sucht in ihrer Klagerede bei den Mächten der Unterwelt Beistand und ruft die Furie Allecto an. Acheron ist eigentlich der Name eines Flusses in der Unterwelt und steht metonymisch für diese.
Sigmund Freud setzte dieses Zitat als Motto vor seine 1899 erschienene Traumdeutung. Der Acheron steht in Freuds Zitierung für das Unbewusstsein, das sozusagen unter dem Ich „liegt“.

## Flectus
Flectus, non fractus
„Gebeugt, nicht gebrochen“ – Häufig als Grabinschrift verwendeter Spruch

## Flet
Flet victus, victor interiit.
„Der Besiegte weint, (aber) der Sieger ist zu Grunde gegangen.“
Ein in diesem Wortlaut von Erasmus von Rotterdam ins Lateinische übersetzter griechischer Vers.

## Floreat
Floreat.
„Es möge blühen!“: Vivat, crescat, floreat.

## Flos
flos campi
„Blume des Feldes“ – In der Vulgata (siehe Hld 2,1 ) Bezeichnung für die in Dichtung und Musik häufig erwähnte Rose von Scharon.

## Fluctuat

Stadtwappen von Paris

Fluctuat, nec mergitur.
„Sie schwankt, aber geht nicht unter.“ – Seit 1853 Wappenspruch der Stadt Paris, ursprünglich der Pariser Handelsschiffer. Diese Phrase ist auch das Motto von Albert Messiahs Lehrbuch über Quantenmechanik.

## Fluctus
Fluctus ad litora urgent.
„Die Flut drängt an die Küsten.“
Fluctus excitare in simpulo
„Eine Flut in einem Tongefäß erregen“ – Vgl. die deutsche Redewendung „Sturm im Wasserglas“.

## Foetor
Foetor ex ore
Medizinischer Fachterminus für Mundgeruch

## Folia

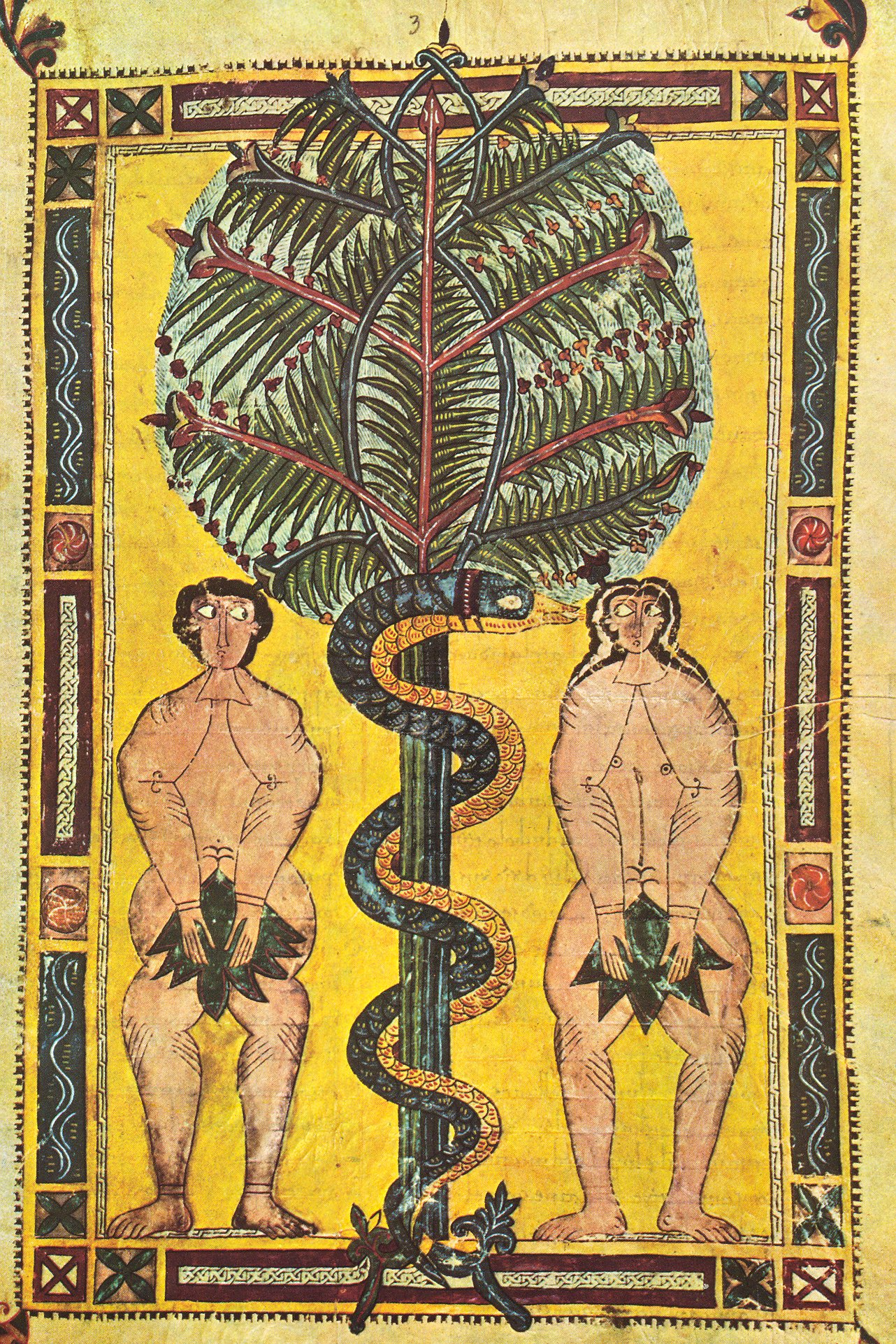
Adam und Eva mit Feigenblatt

Folia ficus
„Feigenblatt“ – Das Blatt des Feigenbaums dient in der Vorstellungswelt des Alten Testaments der Überwindung des Schamgefühls, indem es die eigene Blöße bedeckt.

## Folio
Folio
„Auf Blatt“ – Bei alten Texten noch heute üblich anstelle einer Seitenangabe: f. 26r (sprich: folio 26 recto) meint „Blatt 26, Vorderseite“, f. 26v (folio 26 verso) meint „Blatt 26, Rückseite“.
Auch ein altes Buchformat.

## Fons/Fontes
Fons et origo
„Quelle und Ursprung“
Fontes ipsi sitiunt.
„Selbst die Quellen dürsten.“: Bei einer großen Dürre. In diesem Fall aber schreibt Cicero an seinen Bruder (Ad Quintum fratrem. 3,1,11), dass gerade auch seine eigene schriftstellerische Ader vertrocknet sei.

## Formica/Formicae
Formica vobis exemplo sit.
„Die Ameise soll euch ein Vorbild sein.“
Formicae semitam canere
„Den Weg der Ameise beschreiben“: Etwas bis ins kleinste Detail schildern.

## Formosa
Formosa facies muta commendatio est.
„Ein schönes Gesicht ist eine stumme Empfehlung.“: Zitat aus den Werken des Dichters Publilius Syrus.

## Forsan
Forsan et haec olim meminisse iuvabit.
„Vielleicht wird es einmal Freude bereiten, sich auch daran zu erinnern.“ Vergil, Aeneis 1, 203

## Fortes
Fortes fortuna adiuvat.
„Den Tüchtigen hilft das Glück.“ – „Das Glück ist mit den Tüchtigen.“
Dieses lateinische Sprichwort wird der altlateinischen Form „Fortis fortuna adiuvat“ von Terenz in der Komödie Phormio (1,4,203) verwendet, später ebenso zweimal von Livius, und von Cicero in Tusculanae disputationes (2,4,11) als altes Sprichwort bezeichnet.
Zurückgehen soll es auf den griechischen Dichter Simonides von Keos, wie Claudianus in seiner Epistola ad Probinum (Ep. 4,9) anführt.
Für weitere Varianten siehe „Audentes fortuna iuvat“ und „Audaces fortuna iuvat.“

## Fortis

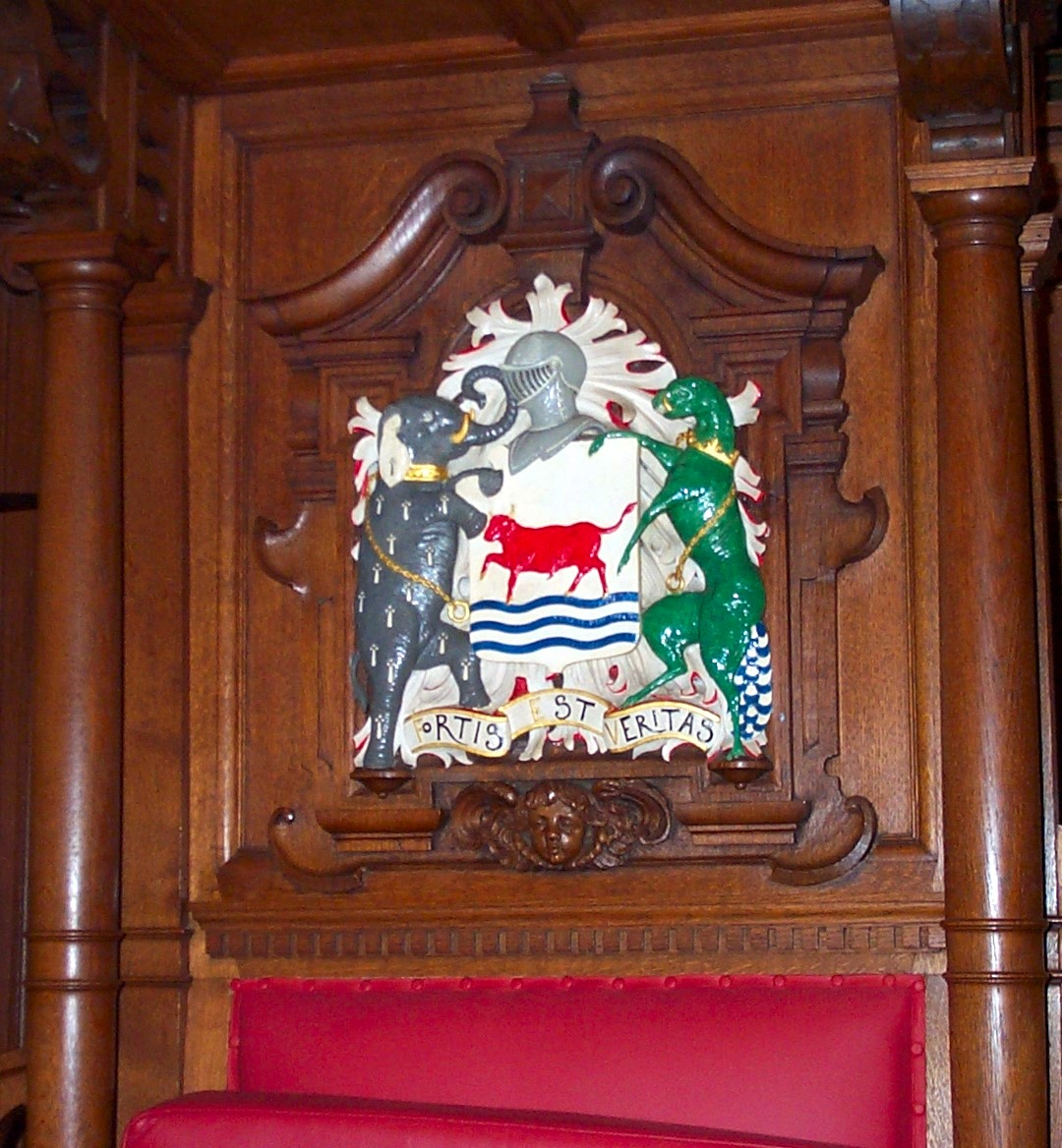
Wappen der Stadt Oxford mit Schriftband

Fortis cadere, cedere non potest.
„Der Tapfere kann fallen, weichen nicht.“: Römisches Sprichwort.
Fortis est veritas
„Die Wahrheit ist stark.“ – Motto der Stadt Oxford

## Fortiter
Fortiter in re, suaviter in modo
„Stark in der Sache, mild in der Art der Ausführung“ – Dieses Motto des Jesuiten Claudio Acquaviva wird auch als Suaviter in modo, fortiter in re zitiert.

## Fortuna
Fortuna iuvat audacem.
„Das Glück hilft dem Wagemutigen.“ – Das Glück ist mit dem Tapferen.
Fortuna utaris et prudentia.
„Setze dein Glück und deinen Verstand ein.“ – Spielformel auf den Roulette-Jetons der Spielbanken Niedersachsen von Sebastian Peetz.
Fortuna vitrea est, tum cum splendet, frangitur.
„Glück ist gläsern, dann wenn es glänzt, bricht es.“ – Zitat aus den Werken des Dichters Publilius Syrus

## Fortunato
Fortunato omne solum patria est.
„Dem Glücklichen ist jeder Boden Vaterland.“

## Fuimus/Fuit
Fuimus Troes, fuit Ilium et ingens / gloria Teucrorum.
„Wir sind Trojaner gewesen, gewesen ist Troja und der gewaltige Ruhm der Teukrer.“: Zitat aus der Aeneis des Dichters Vergil. Auch zitiert mit „Fuit Ilium, fuimus Troiani.“
Fuit Troia
„Troia ist gewesen!“: Das war’s!

## Fulmen
Fulmen est, ubi cum potestate habitat iracundia.
„Ein Blitz entsteht, wo Macht im Jähzorn wohnt.“: Zitat aus den Werken des Dichters Publilius Syrus.
Fulmen in clausula
„Blitz am Schluss“: Am Ende einer Rede.

## Furor
Furor fit laesa saepius patientia.
„Öfter verletzte Geduld wird Wut.“
Furor poeticus
„Dichterische Begeisterung“
Furor principum
„Wahn der Fürsten“: Cäsarenwahn.
Furor Teutonicus
„Teutonischer Schrecken“: Der Ausdruck wird meist dem römischen Dichter Lucan zugerechnet, in dessen Werk Bellum civile/Pharsalia er erstmals auftaucht. Er nahm damit Bezug auf einen vermeintlich Charakterzug des germanischen Volkstammes der Teutonen.

## Fur
Fur enim semper moram facere videtur (Fur semper in mora).
„Ein Dieb ist offenbar immer im Verzug.“ – Ein Dieb muss nicht erst gemahnt werden, um zur Rückgabe verpflichtet zu sein. Er haftet vom Augenblick des Diebstahls für die an sich genommenen Dinge.

## Furtum
Furtum domesticum
„Gesindediebstahl“ – Ein Diebstahl, welcher vom Gesinde an dem Brotherrn verübt wird.
Furtumque non facies.
„Und du sollst nicht stehlen.“ – Siebtes Gebot.